# 中華民國—蓋亞那關係
中華民國與英属圭亚那於1943—1950年有领事級關係，其後與現今的蓋亞那合作共和國無官方外交關係，目前也沒有在對方首都互設具大使館功能的代表機構。對蓋亞那的相關事務由中華民國駐聖文森國大使館兼轄。

## 政治

### 外交

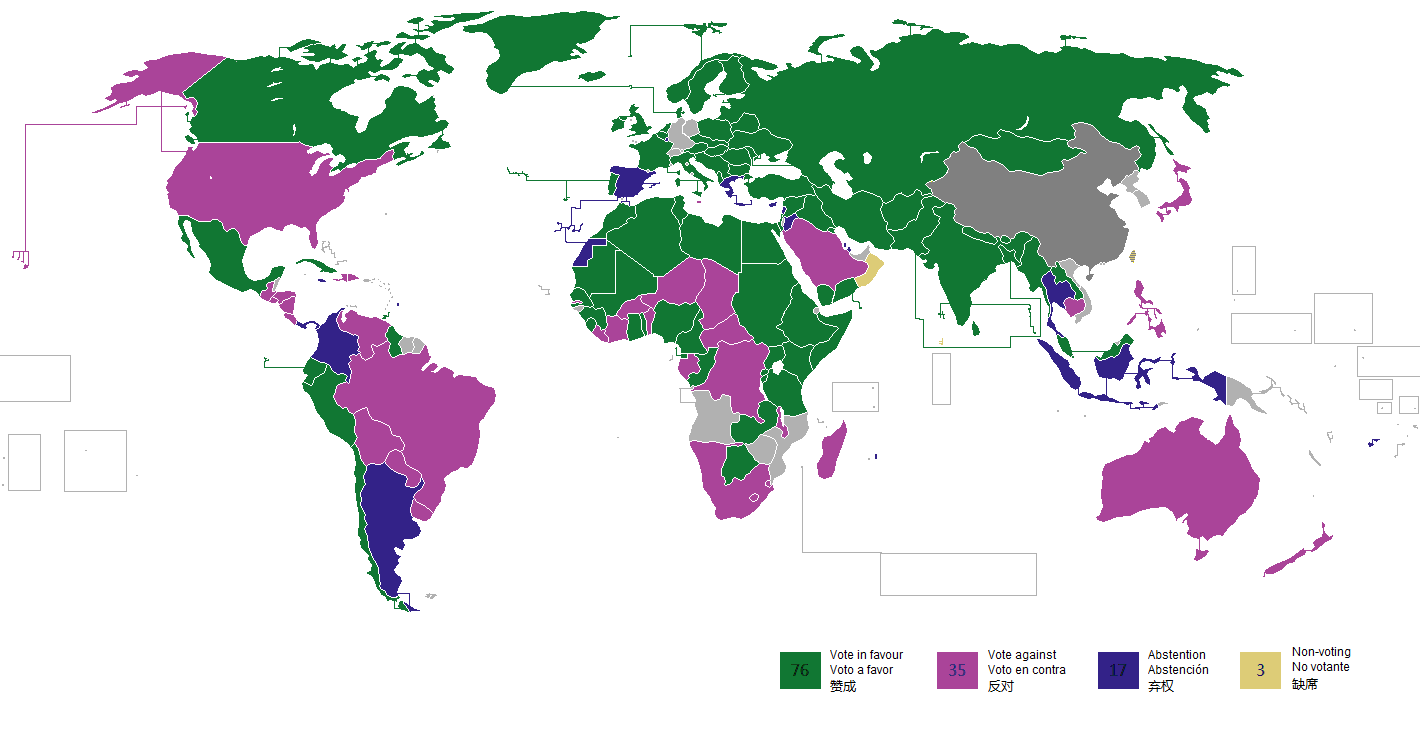
綠色國家表示在1971年的投票中反對中華民國續留聯合國，即《聯合國大會2758號決議》，其中包括蓋亞那。

1943年，中華民國在英属圭亚那首府設立领事馆。1950年，英國承認中华人民共和国，中華民國撤銷領事館。
1966年5月26日，蓋亞那獨立時，邀请中華民國派員參與独立庆典，中華民國總統蔣中正派外交官薛毓麒前往參與。其後又接受中華民國的農業技術人員到當地援助:432，駐蓋亞那農業技術團團長也在1970年訪問當地，瞭解該國生產稻米的情況:28。
1970年2月23日，蓋亞那成立蓋亞那合作共和國。8月24日，簽署《中華民國政府與蓋亞那合作共和國政府間農業技術合作協定》。
1971年10月25日，聯合國大會的「以中華人民共和國取代中華民國的中國席次」表決上，蓋亞那投票贊成最後促成《聯合國大會2758號決議》。
2008年5月，蓋亞那、巴基斯坦與中華人民共和國在世界衛生組織（WHO）的世界衛生大會（WHA）發言反對將中華民國的邦交國向秘書處提出名為「邀請臺灣以觀察員身份參與世界衛生大會」（Inviting Taiwan to participate in the World Health Assembly as an observer）的提案納入議程。

#### 中華民國駐佐治城領事（1943年－1950年）
| 姓名   | 任命          | 到任          | 免職          | 離任      | 職務 |
| ------ | ------------- | ------------- | ------------- | --------- | ---- |
| 梁紹文 | 1943年6月15日 | 1943年9月23日 | 1947年9月17日 |           | 领事 |
| 呂彥深 | 1947年9月17日 |               |               | 1950年1月 | 領事 |

#### 設立代表機構事件
2020年8月，中華民國外交部與蓋亞那新上任的政府開始洽談設處協議。2021年1月11日，中華民國外交部與蓋亞那外交部簽署設處協議，在蓋亞那設立台灣辦公室（Taiwan Office），並於1月15日展開初期運作，且有部分外交待遇。1月19日，中華人民共和國駐蓋亞那大使崔建春向總統阿里辭行，根據中华人民共和国外交部1月20日聲明，阿里強調中國是蓋亞那「優先戰略合作夥伴」，重申蓋亞那「始終堅定奉行一个中国原則」。
2021年2月4日，蓋亞那外交部長托德說明這是為了促進雙方之間的貿易與投資關係，不代表建立外交關係，並無改變「一个中国」政策；中华人民共和国外交部、国务院台湾事务办公室則聲明強烈反對，並以「一个中国原则，不与台方进行任何形式的官方交往，不互设任何官方性质机构，切实采取措施纠正错误」來對蓋亞那施壓，而同樣與蓋亞那有邦交的美國國務院西半球事務局代理助理國務卿鄭智允、駐蓋亞那大使館、美國在台協會台北辦事處分別以推文、發布新聞稿的方式表示歡迎。但當日晚間，蓋亞那外交部聲明表示撤回協議，並繼續遵守「一個中國」政策，聲明中指出「蓋亞那政府與台灣沒有建立任何外交關係，由於所簽署協議溝通有誤，這項協議自此終止。」外交部長托德並證實，先前已與中華人民共和國駐蓋亞那臨時代辦陳錫來會面，確認承諾的2萬劑2019冠状病毒病疫苗獲得批准，蓋亞那政府表示由衷感謝。中華民國外交部表示「對於中國政府再次霸凌壓縮台灣國際空間與台灣人民參與國際事務，我方表達最強烈的不滿與譴責......中國政府說一套、做一套的方式，只會更加凸顯其邪惡本質」。

## 經濟

### 貿易
| 年分 | 貿易總額  | 貿易總額 | 貿易總額 | 出口至蓋亞那 | 出口至蓋亞那 | 出口至蓋亞那 | 自蓋亞那進口 | 自蓋亞那進口 | 自蓋亞那進口 | 順逆差 |
| 年分 | 金額      | 年增減   | 排名     | 金額         | 年增減       | 排名         | 金額         | 年增減       | 排名         | 順逆差 |
| ---- | --------- | -------- | -------- | ------------ | ------------ | ------------ | ------------ | ------------ | ------------ | ------ |
| 2017 | 5,373,484 | ▼29.2%   | 163      | 3,494,292    | ▼40.8%       | 151          | 1,879,192    | ▲10.9%       | 145          | 順差▼  |
| 2018 | 7,053,164 | ▲31.3%   | 152      | 4,632,125    | ▲32.6%       | 147          | 2,421,039    | ▲28.8%       | 142          | 順差▲  |
| 2019 | 7,892,492 | ▲11.9%   | 155      | 4,206,440    | ▼9.2%        | 152          | 3,686,052    | ▲52.3%       | 129          | 順差▼  |
| 2020 | 5,721,459 | ▼27.5%   | 156      | 4,171,171    | ▼0.8%        | 149          | 1,550,288    | ▼57.9%       | 148          | 順差▲  |
| 2021 | 6,140,374 | ▲7.3%    | 161      | 4,770,793    | ▲14.4%       | 152          | 1,369,581    | ▼11.7%       | 156          | 順差▲  |
| 2022 | 8,716,043 | ▲41.9%   | 148      | 5,616,248    | ▲17.7%       | 147          | 3,099,795    | ▲126.3%      | 135          | 順差▼  |
| 2023 | 7,643,612 | ▼12.3%   | 152      | 5,499,477    | ▼2.1%        | 141          | 2,144,135    | ▼30.8%       | 142          | 順差▲  |
| 2024 | 9,048,826 | ▲18.4%   | 150      | 6,076,089    | ▲10.5%       | 135          | 2,972,737    | ▲38.6%       | 139          | 順差▼  |

2023年的兩國貿易項目如下：
出口至蓋亞那的前10大項目為：機動車輛所用之零件與附件；合成纖維絲紗梭织物；乙烯之聚合物；氧官能胺基化合物；電話機（包括智能手机），以及其他傳輸或接收聲音、圖像之有線或无线网络通訊器具；空氣泵或真空泵、空氣或其他氣體压缩机與风扇；发动机用零件；塑料板、片、箔、薄膜與扁條，未與其他物質結合者；特定用途機器之零件與附件；新橡膠氣胎等。
自蓋亞那進口的項目為：铝礦石及其精砂；鐵屬廢料、重熔用廢鋼鐵鑄錠；鋁廢料與碎屑；未變性之乙醇以及烈酒、利口酒與其他含酒精成分之飲料；原木；回收纸或纸板；特殊物品，含進口未超過5萬新臺幣之小額報單與其他零星物品；離心分離機、液體或氣體過濾與淨化機具等。

## 簽證

持中華民國護照的中華民國國民簽證要求分布圖：入境蓋亞那需要簽證。

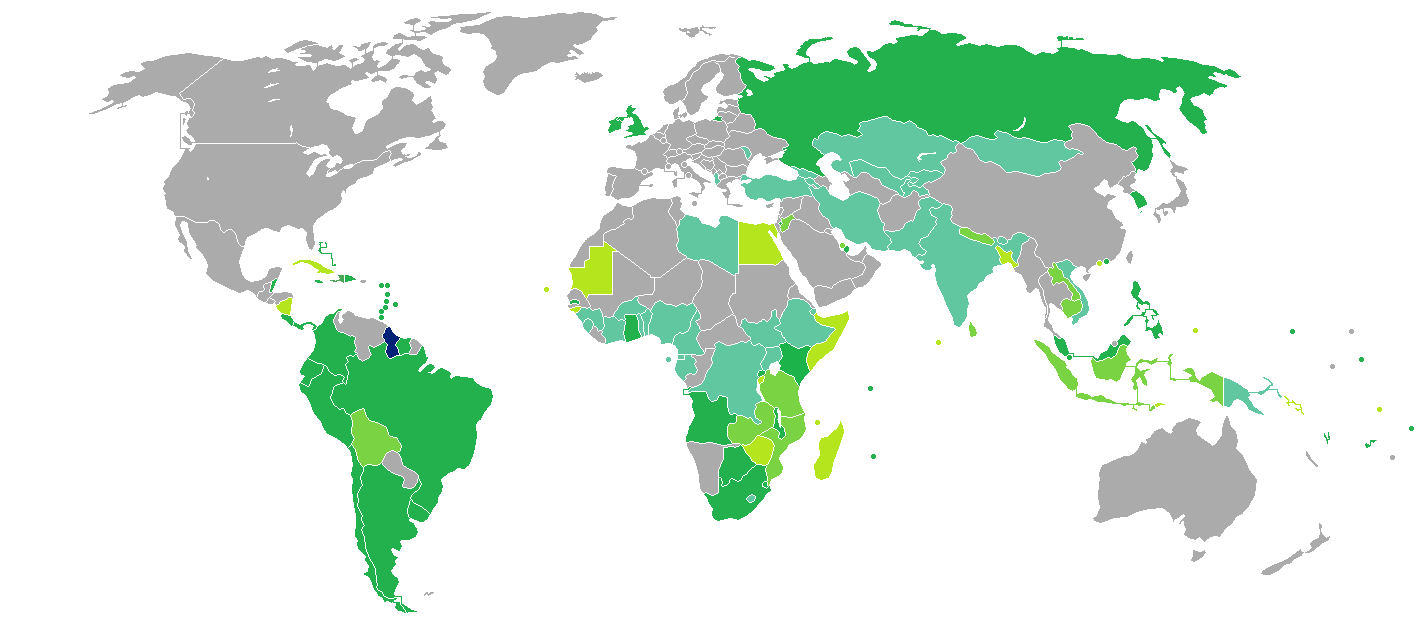
持蓋亞那護照的蓋亞那人口簽證要求分布圖：入境中華民國需要簽證。

兩國國民皆須申請簽證方可入境對方國家。持中華民國護照的中華民國國民須前往蓋亞那駐外館處或郵寄至蓋亞那國安部申請簽證。經蓋亞那轉機，亦須申請簽證。
持蓋亞那護照的蓋亞那國民抵台參加由中央政府機關主辦、協辦或贊助之國際會議、運動賽事、商展或其他活動，可以電子簽證入境中華民國，停留最多30天並不得延期。

## 交通

### 航空

#### 客運
兩國無直航班機，可經由（不計航點遠近，截至2023年7月4日）：
- 臺北→紐約、多倫多，再轉機前往蓋亞那的切迪·賈根國際機場。

### 駕車
蓋亞那不接受持有中華民國汽車駕駛執照或國際駕駛執照在該國駕車。

## 外部連結
- 中華民國外交部－蓋亞那共和國簡介 （页面存档备份，存于）
- 中華民國駐聖文森國大使館
- 外交部領事事務局－國外旅遊警示分級表
- 中華民國衛生福利部－國際旅遊疫情建議等級
- 中華民國國際經濟合作協會 （页面存档备份，存于）